# Dan Frost
Dan Frost (* 22. Januar 1961 in Frederiksberg) ist ein ehemaliger dänischer Radsportler, der insbesondere im Bahnradsport erfolgreich war. 1988 wurde er Olympiasieger im Punktefahren.

## Sportliche Laufbahn
Frost bestritt im Alter von 13 Jahren erstmals Rennen. 1985 errang er den dänischen Amateurmeistertitel im Straßenrennen, im selben Jahr gewann er bei den Bahn-Radweltmeisterschaften in Bassano del Grappa die Bronzemedaille im Punktefahren der Amateure. In derselben Disziplin wurde er 1986 in Colorado Springs Weltmeister. Bei den Olympischen Sommerspielen 1988 in Seoul errang er im Punktefahren die Goldmedaille. 1990 gewann er den dänischen Meistertitel im Einzelzeitfahren. Insgesamt errang er im Laufe seiner Radsport-Laufbahn 13 weitere dänische Meistertitel, im Mannschaftszeitfahren, in der Mannschaftsverfolgung, in der Einerverfolgung sowie im Punktefahren. Nachdem er bei den Olympischen Sommerspielen 1992 in Barcelona lediglich den 15. Platz im Punktefahren erreicht hatte, erklärte er seinen Rücktritt vom Radsport.

## Verschiedenes
Von 2006 bis 2013 war Frost Sportdirektor beim Team CSC (später Team Saxo-Bank und Team Saxo-Tinkoff), 2014 beim Team Sky. Seit 2000 führt er das Reisebüro Dan Frost Cykelrejser ApS, das auf Radtouren spezialisiert ist. Er arbeitet auch für ASO, kommentiert bei Eurosport sowie für DR1 und hält Vorträge. Der Radrennfahrer Ken Frost ist sein Bruder.

## Erfolge

### Bahn
1981
- Dänischer Amateur-Meister – Einerverfolgung

1982
- Dänischer Amateur-Meister – Punktefahren

1983
- Dänischer Amateur-Meister – Scratch, Punktefahren, Mannschaftsverfolgung (mit Michael Marcussen, Jørgen Vagn Pedersen und Brian Holm)

1984
- Dänischer Amateur-Meister – Mannschaftsverfolgung (mit Michael Marcussen, Jørgen Vagn Pedersen und Brian Holm)
- eine Etappe Grand-Prix François Faber

1985
- Weltmeisterschaft – Punktefahren
- Dänischer Amateur-Meister – Einerverfolgung, Mannschaftsverfolgung (mit Jan G. Nielsen, Lars Otto Olsen und Kenneth Lyngholm)

1986
- Weltmeister – Punktefahren
- Dänischer Amateur-Meister – Einerverfolgung, Mannschaftsverfolgung (mit Peter Clausen, Lars Otto Olsen und Kenneth Lyngholm)

1987
- Dänischer Amateur-Meister – Punktefahren, Einerverfolgung, Mannschaftsverfolgung (mit Ken Frost, Peter Clausen und Lars Otto Olsen)

1988
- Olympiasieger – Punktefahren
- Dänischer Amateur-Meister – Mannschaftsverfolgung (mit Ken Frost, Peter Clausen und Lars Otto Olsen)

1989
- Dänischer Amateur-Meister – Punktefahren, Mannschaftsverfolgung (mit Peter Clausen, Jimmi Madsen und Jan Bo Petersen)

1990
- Dänischer Amateur-Meister – Mannschaftsverfolgung (mit Ken Frost, Peter Clausen und Jesper Verdi)

### Straße
1980
- Dänischer Amateur-Meister – Mannschaftszeitfahren

1985
- Dänischer Amateur-Meister – Straßenrennen

1990
- Dänischer Amateur-Meister – Einzelzeitfahren